# Elvenking
Elvenking je folk-power metalová kapela ze Sacile v Itálii.

## Seznam členů

### Současní členové
- Damna – zpěv (dříve i kontrabas)
- Aydan – kytara, zpěv
- Rafahel – kytara
- Gorlan – baskytara
- Lethien – housle

### Bývalí členové
- Sargon – baskytara
- Jarpen – kytara, zpěv
- Kleid – zpěv
- Zender – bicí

## Diskografie

### Dema
- To Oak Woods Bestowed (2000)

### Studiová alba
- Heathenreel (2001)
- Wyrd (2004)
- The Winter Wake (2006)
- The Scythe (2007)
- Two Tragedy Poets (...and a Caravan of Weird Figures) (2008)
- Red Silent Tides (2010)
- Era (2012)
- The Pagan Manifesto (2014)
- Secrets of the Magick Grimoire (2017)
- Reader of the Runes – Divination (2019)
- Reader of the Runes – Rapture (2023)

### Singly
- From Blood To Stone (2008)